# الشريك المريب
الشريك المريب (بالكورية: 수상한 파트너)؛ هو مسلسل تلفزيوني كوري جنوبي من بطولة جي تشانغ ووك، نام جي هيون وكوون نارا، عرض على إس بي إس من 10 مايو حتى 13 يوليو 2017.

## روابط خارجية
الشريك المريب على موقع IMDb (الإنجليزية)
- الشريك المريب على موقع نتفليكس (الإنجليزية)
- الشريك المريب على موقع كينوبويسك (الروسية)
- الشريك المريب على موقع قاعدة بيانات الفيلم (الإنجليزية)